# Општина Гађешти (Васлуј)
Гађешти (рум. Găgeşti) општина је у Румунији у округу Васлуј.
Oпштина се налази на надморској висини од 59 m.